# ISO 216
| Zaporedje A (mm) | Zaporedje A (mm) |
| ---------------- | ---------------- |
| A0               | 841×1189         |
| A1               | 594×841          |
| A2               | 420×594          |
| A3               | 297×420          |
| A4               | 210×297          |
| A5               | 148×210          |
| A6               | 105×148          |
| A7               | 74×105           |
| A8               | 52×74            |
| A9               | 37×52            |
| A10              | 26×37            |
| Zaporedje B (mm) |                  |
| B0               | 1000×1414        |
| B1               | 707×1000         |
| B2               | 500×707          |
| B3               | 353×500          |
| B4               | 250×353          |
| B5               | 176×250          |
| B6               | 125×176          |
| B7               | 88×125           |
| B8               | 62×88            |
| B9               | 44×62            |
| B10              | 31×44            |
| Zaporedje C (mm) |                  |
| C0               | 917×1297         |
| C1               | 648×917          |
| C2               | 458×648          |
| C3               | 324×458          |
| C4               | 229×324          |
| C5               | 162×229          |
| C6               | 114×162          |
| C7               | 81×114           |
| C8               | 57×81            |
| C9               | 40×57            |
| C10              | 28×40            |
| DL               | 110×220          |
| C7/6             | 81×162           |

ISO 216 je mednarodni standard ISO za velikost papirja, uporabljan po celem svetu z izjemo ZDA. Standard določa med drugim velikost najbolj znanega formata papirja velikosti A4. Standard se je razvil iz standarda DIN (DIN 476) (Nemčija 1922). ISO 216 določa tri zaporedja velikosti A, B in C.
Papir v zaporedju A ima razmerje stranic 1:√2 zaokroženo na najbližji milimeter. A0 je definiran kot list s ploščino 1 m². A1, A2, A3, itd. so določeni z razpolavljanjem večjega formata po krajši stranici. Najbolj pogosto uporabljen format je  A4, velikosti 210 × 297 mm.
Formati zaporedja Bn  so geometrična sredina med An in An-1.
Npr. B1 je  geometrična sredina med A1 in A0. Podobno je določeno zaporedje C, C1 je geometrična sredina med B1 in A1. Zaporedje C je uporabljeno predvsem za ovojnice, A4 list gre v C4 ovojnico, če A4 razpolovimo, dobimo A5, ki je primeren za ovojnico C5 itn.
Pred uporabo standarda ISO 216 so bili po svetu uporabljeni različni nezdružljivi formati papirja, ki jih nekatere države še vedno uporabljajo. V ZDA so najpogosteje uporabljani naslednji formati, z velikostmi v palcih in mm: 
- Letter (8½" × 11" = 215,9 × 279,4 mm),
- Legal (8½" × 14" = 215,9 × 355,6 mm),
- Tabloid (11" × 17" = 279,4 × 431,8 mm),
- Executive (7¼" × 10½" = 184,15 × 266,7 mm).